# Amazonische grijze elenia
De Amazonische grijze elenia (Myiopagis cinerea) is een zangvogel uit de familie Tyrannidae (tirannen). De vogel werd in 1868 door de Oostenrijkse vogelkundige August von Pelzeln beschreven als Elainea cinerea.

## Kenmerken
De vogel is 12 tot 12,7 cm lang. De vogel lijkt sterk op de Atlantische grijze elenia met ook een grijze kop met een wit vlekje voor de bovensnavel. De rug is bij het vrouwtje olijfgroen en grijs bij het mannetje. De vleugels zijn donkerder en hebben drie vleugelstreepjes. Het grijs van de kop en borst gaat bij het mannetje over in helderwit op de buik. Het vrouwtje is lichtgeel op de buik.

## Verspreiding en leefgebied
Deze soort komt voor van oostelijk Amazonas in Colombia en zuidelijk Venezuela tot oostelijk Ecuador, noordoostelijk Peru en noordwestelijk Brazilië. De leefgebieden liggen in natuurlijk bos op hoogten tussen 0 en 1200 boven zeeniveau. Het is geen bedreigde vogelsoort.

## Status
De grootte van de populatie is niet gekwantificeerd maar de soort wordt omschreven als vrij algemeen maar met een versnipperde verspreiding. Op de Rode lijst van de IUCN heeft deze soort de status niet bedreigd.